# 柏林歷史
柏林歷史相較於歐洲其他大城市而言是比較短暫，大約可以追溯至13世紀。在這段期間，柏林從一個商人聚居區成為德國的首都。

## 語源學
柏林这个名字可能在植根於當今柏林地區的西斯拉夫居民的语言，可能与旧波拉布語“沼泽”（/）有關。

## 早期
柏林最初是易北河东北的一片沼泽地，當時這裡有西斯拉夫人部落的两个聚落点，名字分别是柏林（Berlin）和科恩（Cölln）。直到12世纪，日耳曼人驱逐了定居在这里的斯拉夫人后，才在施普雷河畔建立两个村镇，并且沿用了其斯拉夫名字。柏林在1237年建成，位于施普雷河东岸，是商人的聚居区，科恩位于施普雷河西岸，是渔村。

## 普魯士王國
1701年，选帝侯腓特烈一世加冕为普鲁士国王，柏林成为普鲁士王国的首都。从18世纪的腓特烈·威廉一世和腓特烈大帝开始，柏林在中世纪的老城区西部修建了大量的巴洛克式和洛可可式建筑，组成了被称为“腓特烈城”（Friedrichstadt）的新城区。其西部边界是三座广场及城门：巴黎广场和勃兰登堡门（Pariser Platz und Brandenburger Tor）；莱比锡广场和波茨坦门（Leipziger Platz und Potsdamer Tor）；美盟广场和哈勒门（Belle-Alliance Platz und Hallesches Tor）。
柏林在七年战争中曾被奥地利和俄国军队占领，1806年被法国军队占领。虽然城市没有遭到严重的破坏，但是拿破仑下令将勃兰登堡门上的胜利女神马车拆下来运回法国，並於1814年才歸還。
从19世纪初开始，柏林再次进行大规模扩建。建筑师朗汉斯（Langhans）和申克尔（Schinkel）修建了众多新古典主义纪念建筑，如国家剧院、远古博物馆、国立美术馆、勃兰登堡门、菩提樹下大街，以及博物馆岛的众多博物馆建筑：老博物馆、新博物馆、国家美术馆、帕加蒙博物馆、腓特烈皇帝博物馆。柏林为此获得了“施普雷河畔的雅典”的称号。
另一方面，普鲁士皇家园林总监林奈对柏林的城市绿化作出了出色的规划，建设了以蒂尔加滕公园为中心的大规模城市绿化带，修建了由菩提樹下大街和夏洛滕堡大街组成的柏林“东西轴线”，连接起柏林东部政府区与西部商业和园林区。
1810年，柏林洪堡大学成立。从1837年起，普鲁士开始了工业化进程，在柏林建立起西门子等工厂。1848年革命时，柏林也发生了起义。

## 第三帝國
1933年1月30日，希特勒成为德国总理。同年2月27日发生了国会纵火案。1936年在柏林举办了第16屆奧運會，纳粹德国将其作为展示自己的橱窗。1938年的水晶之夜事件中，柏林发生了打砸抢犹太人财产的事件。

### 納粹計畫
1939年第二次世界大战爆发，希特勒幻想在战后将柏林建设为其欧洲帝国的首都，更名为“日耳曼尼亚”（Germania）。他的御用建筑师斯佩尔为此设计了庞大的沙盘模型。
第二次世界大战后期，由于盟军的空袭和苏联红军的进攻，柏林市遭到毁灭性的破坏。1943年11月22日，英国皇家空军派出764架轰炸机，展开大规模轰炸柏林的“柏林战役”，炸毁了东起蒂尔加滕和夏洛滕堡、西至斯潘道和西门子施塔特的整片区域。从1943年11月到1944年2月，“柏林战役”一共对柏林发起13次大规模空袭，其中9次的轰炸规模在500架以上，摧毁了柏林1/4的市区，四郊和市区内的150多座电气、军火、通讯设备和轴承工厂，炸死1万多人，并使150万人无家可归。市区90%的建筑被摧毁，树木全部被砍光，水电系统也遭到破坏。
1945年4月16日，苏联红军调集了22000门大炮和白俄罗斯方面军的10个集团军，开始对柏林的总攻。5月1日苏联红军的旗帜插上了勃兰登堡门和国会大厦。5月8日德国投降。

## 冷戰時期
随着盟军在第二次世界大战中的胜利，柏林也按照战前柏林的行政区界线被分成两个部分——由苏联控制的东柏林（范围包括战前23区中的12个区），以及由美国、英国、与法国控制的西柏林。柏林变成了苏美冷战的聚集点。
1948年为了反对盟国在德国西部实行的货币改革，以及迫使盟军退出柏林，苏联对柏林展开了长达半年的封锁。盟国通过柏林空运挫败了苏联的企图。
1953年6月17日，东柏林工人展开了抗议生活水平下降而举行起义，起义不久即被苏联军队镇压下去。1958年11月10日，赫鲁晓夫宣称四大国对柏林的占领已经过时，要求美英法从西柏林撤军，并称6个月之内西柏林应当成为苏军可以自由进出的“自由城市”。

## 統一
1991年，德国议会投票决定在2000年之前将首都从波恩迁回柏林。此后柏林展开了大规模的重建工作。在国会大厦北面修建了新的国会和总理府。以前是柏林墙脚下布满地雷的警戒地带的波茨坦广场重新成为柏林的商业中心。德国已经恢复了其在欧洲的文化和经济中心地位。